# Liste der Erzbischöfe von Tarragona
Die folgenden Personen waren Bischöfe (259–470, 956–971) und Erzbischöfe von Tarragona, Katalonien (Spanien):
- 259 Heiliger Fructuosus
- 385 Himeri
- 402 Hilari
- 420 Ticia
- 465 Ascani
- 465? Emilia
- 470–520 Joan (erster Erzbischof)
- 520–555 Sergi
- 560–580 Tranquil·lí
- ??? Eufemi
- 589–599 Artemi
- 599 Asiatic
- 610–632 Eusebi
- 633 Audax
- 635 Selva (?)
- 637–646 Protasi
- 645–668? Faluax
- 668–688 Cebria
- 693 Vera
- 711–? Heiliger Prosper
- vakant durch islamische Expansion
- 956–? Cesari
- 970–971 Ato
- 1091–1099 Berenguer Sunifred de Lluçà
- 1118–1137 Heiliger Oleguer
- 1143–1146 Gregori, O.S.B.
- 1146–1163 Bernat de Tort
- 1163–1171 Hug de Cervelló
- 1171–1174 Guillem de Torroja
- 1174–1194 Berenguer de Vilademuls
- 1194–1198 Ramon de Castellterçol
- 1199–1215 Ramon de Rocabertí
- 1215–1233 Aspàreg de la Barca
- 1234–1239 Guillem de Montgrí (Administrator)
- 1238–1251 Pere d’Albalat
- 1251–1268 Benet de Rocabertí
- 1272–1287 Bernat d’Olivella, O.B.M.
- 1288–1308 Rodrigo Tello
- 1309–1315 Guillem de Rocabertí
- 1317–1327 Ximeno Martínez de Luna y de Alagón
- 1327–1334 Joan d’Aragón (auch Administrator des Patriarchats von Alexandria)
- 1334–1346 Arnau Sescomes
- 1346–1357 Sancho López de Ayerbe, O.F.M.
- 1357–1380 Pere Clasquerí (auch Patriarch von Antiochia)
- 1388–1407 Ènnec de Vallterra
- 1407–1418 Pere de Sagarriga i de Pau
- 1419–1431 Dalmau de Mur i de Cervelló
- 1431–1433 Gonzalo Fernández de Hijar
- 1434–1445 Domingo Ram i Lanaja, Kardinal
- 1445–1489 Pedro de Urrea (auch Patriarch von Alexandria)
- 1490–1511 Gonzalo Fernández de Heredia y de Bardají
- 1512–1514 Alfons d’Aragó i Sanchéz
- 1515–1530 Pere Folc de Cardona (Haus Folch de Cardona)
- 1531–1532 Lluís Folc de Cardona i Enríquez (Haus Folch de Cardona)
- 1533–1558 Girolamo Doria, Kardinal
- 1560–1567 Ferran de Loaces i Peréz (auch Patriarch von Antiochia und Kardinal in pectore)
- 1567–1568 Bartolomé Sebastián Valero de Arroítia
- 1568–1575 Gaspar Cervantes de Gaeta, Kardinal
- 1575–1586 Antoni Agustín i Albanell
- 1587–1603 Joan Terés i Borrull
- 1604–1611 Joan de Vich i Manrique
- 1613–1622 Joan de Montcada i Gralla
- 1624–1626 Juan de Hoces
- 1627–1638 Juan de Guzmán y Mendoza, O.F.M.
- 1633–1637 Antonio Pérez y Maxo, O.S.B.
- 1653–1663 Francisco de Rojas y Artés
- 1663–1679 Juan Manuel de Espinosa i Manuel, O.S.B.
- 1680–1694 Fra Josep Sanchíz i Ferrandiz, O.B.M.
- 1695–1710 Fra Josep Llinàs i Aznar, O.B.M.
- 1712–1719 Isidor de Bertran
- 1720–1721 Miquel Joan de Taverner i Rubí
- 1721–1728 Manuel de Samaniego y Jaca
- 1728–1753 Pere Copons i de Copons
- 1753–1762 Jaume de Cortada i de Bru
- 1763–1764 Llorenç Despuig i Cotoner
- 1764–1777 Juan Lario y Lanzis
- 1779–1783 Joaquín de Santiyán y Valdivielso
- 1785–1803 Fra Francesc Armanyà i Font, O.S.A.
- 1804–1816 Romualdo Mon y Velarde
- 1818–1819 Antonio Bergosa y Jordán
- 1820–1825 Jaime Creus y Martí
- 1826–1854 Antonio Fernando de Echanove y de Zaldívar
- 1857–1864 Josep Domènec Costa i Borràs
- 1864–1870 Francesc Fleix i Solans
- 1875–1878 Constantí Bonet i Zanuy
- 1879–1888 Benet Vilamitjana i Vila
- 1889–1911 Tomàs Costa i Fornaguera
- 1913–1918 Antolín López Peláez
- 1919–1943 Francisco de Asís Kardinal Vidal y Barraquer
- 1944–1948 Manuel Kardinal Arce y Ochotorena
- 1949–1970 Benjamín Kardinal de Arriba y Castro
- 1970–1983 José Pont y Gol
- 1983–1997 Ramón Torrella Cascante
- 1997–2004 Lluís Martínez Sistach
- 2004–2019 Jaume Pujol Balcells
- seit 2019 Joan Planellas i Barnosell